# Date (Fukushima)
Date (japanisch 伊達市, Date-shi) ist eine kreisfreie Stadt in der Präfektur Fukushima in Japan.

## Geographie
Date liegt östlich von Fukushima und südlich von Sendai. Date erstreckt sich südlich des Flusses Abukuma im Nordosten des Fukushima-Beckens. Der Großteil des Verwaltungsgebiets erstreckt sich über das östlich davon gelegene Abukuma-Hochland.

## Geschichte
Die Stadt Date wurde am 1. Januar 2006 aus der Vereinigung der Kleinstädte Date (伊達町, -machi), Hobara (保原町, -machi), Ryōzen (霊山町, -machi), Tsukidate (月舘町, -machi) und Yanagawa (梁川町, -machi) des Landkreises Date gegründet.

## Verkehr
- Straße:
  - Nationalstraße 4: nach Tokio und Aomori
  - Nationalstraßen 115, 349, 399
- Zug:
  - JR Tōhoku-Hauptlinie: nach Aomori und Ueno

## Wirtschaft
Die Stadt und Region sind hauptsächlich landwirtschaftlich geprägt.
Auf der ehemaligen Gemarkung von Yanagawa produziert Taiyo Yuden elektronische Bauteile (Induktivitäten mit Metallkern – MCOIL). Bis 2015 war das Werk als That's Fukushima bekannt und stellte vor allem optische Speichermedien her (CD-R, DVD+R, DVD-R, DVD-R DL, BD-R LTH).

## Söhne und Töchter der Stadt
- Kikawada Kazutaka (1899–1977), Geschäftsmann
- Miura Kinnosuke (1864–1950), Internist und Kulturorden-Träger

## Angrenzende Städte und Gemeinden
- Präfektur Fukushima
  - Fukushima
  - Sōma
  - Kuwaori
  - Kawamata
  - Iitate
  - Kunimi
- Präfektur Miyagi
  - Shiroishi
  - Marumori